# Mercy Akide
Mercy Akide-Udoh, née le 26 août 1975 à Port Harcourt, est une footballeuse internationale nigériane évoluant au poste de milieu de terrain.

## Carrière

### Carrière en club
Mercy Akide joue aux Garden City Queens de 1998 à 1990, aux Jegede Babes de 1991 à 1994, aux Ufuoma Babes de 1995 à 1998 et aux Pelican Stars de 1998 à 1999. Elle part ensuite aux États-Unis, évoluant aux Milligan Buffaloes de 1999 à 2000, au San Diego Spirit de 2001 à 2002 et aux Virginia Beach Submariners en 2003. Elle évolue ensuite aux Hampton Roads Piranhas jusqu'en 2006, marquant le seul but de la finale de la W-League en 2003.

### Carrière en sélection
Mercy Akide fait ses débuts en équipe du Nigeria le 6 novembre 1994 en quarts de finale du Championnat d'Afrique féminin de football 1995 qualificatif pour la Coupe du monde ; elle inscrit deux buts lors de ce match aller et un autre but au match retour ; le Nigeria remportera le tournoi.
Elle dispute la Coupe du monde 1995, jouant un match de la phase de groupes ; le Nigeria termine dernière de sa poule. Elle remporte le Championnat d'Afrique 1998, marquant notamment en phase de groupes contre le Maroc. 
Le 14 février 1999, elle est sélectionnée dans l'équipe All Stars de la FIFA pour affronter l'équipe des États-Unis à San José dans le cadre du tirage au sort de la Coupe du monde.
Elle joue la Coupe du monde 1999 qui voit les Nigerianes éliminées en quarts de finale en prolongation contre le Brésil ; elle est titulaire à tous les matchs, marquant deux buts contre la Corée du Nord et le Danemark. Elle remporte le Championnat d'Afrique 2000. En phase de groupes, elle marque un doublé contre le Ghana, un doublé contre le Maroc et un but contre le Cameroun ; elle inscrit un doublé en demi-finale contre le Zimbabwe. Elle joue les trois matchs de groupe des Jeux olympiques d'été de 2000, marquant deux buts contre la Norvège et les États-Unis.
Au Championnat d'Afrique 2002, le Nigeria remporte la finale contre le Ghana ; Mercy Akide marque trois buts en phase de groupes dont un doublé contre l'Éthiopie. Elle dispute la Coupe du monde 2003 ; elle joue les trois matchs de la phase de groupe qui voit le Ghana terminer à la dernière place du groupe A.
Le 20 mai 2004, elle marque un but avec l'équipe All Stars de la FIFA contre l'équipe d'Allemagne lors d'un match célébrant le centenaire de la FIFA  au Stade de France.
Elle dispute les Jeux olympiques d'été de 2004 ; elle inscrit un but en phase de groupes contre la Suède et un but lors du quart de finale perdu contre l'Allemagne.

## Palmarès

### Palmarès en club
- Avec les Ufuoma Babes
  - Vainqueur du Championnat du Nigeria en 1995, 1996 et 1997[9]
  - Vainqueur de la Coupe du Nigeria en 1995, 1996 et 1997[9]
- Avec les Pelican Stars
  - Vainqueur du Championnat du Nigeria en 1999
  - Vainqueur de la Coupe du Nigeria en 1999[9]
- Avec les Hampton Roads Piranhas
  - Vainqueur de la W-League en 2003.

### Palmarès en sélection
- Avec l'équipe du Nigeria féminine de football
  - Vainqueur du Championnat d'Afrique en 1995, 1998, 2000 et 2002.

### Distinctions individuelles
- Footballeuse africaine de l'année en 2001[10]
- Meilleure buteuse du Championnat d'Afrique 2000